# Shanieka Ricketts
Shanieka Thomas, coniugata Ricketts (Morant Bay, 2 febbraio 1992), è una triplista giamaicana.

## Palmarès
| Anno | Manifestazione          | Sede           | Evento       | Risultato | Prestazione | Note                                                         |
| ---- | ----------------------- | -------------- | ------------ | --------- | ----------- | ------------------------------------------------------------ |
| 2013 | Universiadi             | Kazan'         | Salto triplo | 6ª        | 13,53 m     |                                                              |
| 2014 | Giochi del Commonwealth | Glasgow        | Salto triplo | 4ª        | 13,85 m     |                                                              |
| 2015 | Giochi panamericani     | Toronto        | Salto triplo | 9ª        | 13,74 m     |                                                              |
| 2015 | Campionati NACAC        | San José       | Salto triplo | Oro       | 14,23 m     | Record dei campionati                                        |
| 2015 | Mondiali                | Pechino        | Salto triplo | 11ª       | 14,08 m     |                                                              |
| 2016 | Mondiali indoor         | Portland       | Salto triplo | 8ª        | 13,95 m     | Miglior prestazione personale stagionale                     |
| 2016 | Giochi Olimpici         | Rio de Janeiro | Salto triplo | 14ª (q)   | 14,02 m     |                                                              |
| 2017 | Mondiali                | Londra         | Salto triplo | 8ª        | 14,13 m     |                                                              |
| 2018 | Mondiali indoor         | Birmingham     | Salto triplo | 10ª       | 13,93 m     |                                                              |
| 2018 | Giochi del Commonwealth | Gold Coast     | Salto triplo | Argento   | 14,52 m     | Miglior prestazione personale stagionale                     |
| 2018 | Campionati NACAC        | Toronto        | Salto triplo | Oro       | 14,25 m     | Record dei campionati                                        |
| 2019 | Giochi panamericani     | Lima           | Salto triplo | Argento   | 14,77 m     | Miglior prestazione personale                                |
| 2019 | Mondiali                | Doha           | Salto triplo | Argento   | 14,92 m     |                                                              |
| 2021 | Giochi olimpici         | Tokyo          | Salto triplo | 4ª        | 14,84 m     |                                                              |
| 2022 | Mondiali                | Eugene         | Salto triplo | Argento   | 14,89 m     | Miglior prestazione personale stagionale                     |
| 2022 | Giochi del Commonwealth | Birmingham     | Salto triplo | Oro       | 14,94 m     | Record dei Giochi · Miglior prestazione personale stagionale |
| 2023 | Mondiali                | Budapest       | Salto triplo | 4ª        | 14,93 m     | Miglior prestazione personale stagionale                     |
| 2024 | Giochi olimpici         | Parigi         | Salto triplo | Argento   | 14,87 m     |                                                              |

## Altre competizioni internazionali
2019
- Vincitrice della Diamond League nella specialità del salto triplo